# Isabella MacDuff
Isabella MacDuff, condesa de Buchan (probablemente fallecida c. 1314) fue una figura importante en las guerras de independencia de Escocia.

## Biografía
Era hija de Donnchadh III, conde de Fife, y Johanna de Clare, hija Gilbert de Clare, VI conde de Hertford. Se casó con John Comyn, conde de Buchan.
Después que Roberto Bruce asesinase a John III Comyn, señor de Badenoch en Dumfries, el conde de Buchan apoyó al bando inglés en las guerras de independencia de Escocia. Isabella tenía una perspectiva distinta.
De acuerdo a la tradición, la ceremonia de coronación del monarca debía ser realizada por un representante del Clan MacDuff, pero Isabella llegó a Scone un día después de la coronación de Roberto en marzo de 1306. Bruce tuvo que acceder a una segunda coronación al día siguiente, para que nadie pudiera deslegitimarle por no ser coronado por un MacDuff. 
Bruce fue derrotado en la batalla de Methven en junio de 1306, así que envió a Isabella y a las mujeres de la familia real al norte, lo cual no evitó que William II, conde de Ross las capturase y entregase a los ingleses. Eduardo I de Inglaterra ordenó que fuera enviada a Berwick-upon-Tweed con las siguientes instrucciones: «Que esté confinada en una morada de hierro y madera hecha en forma de cruz y colgada en el aire en Berwick, en vida y muerte ella podría ser un espectáculo y eterno reproche a los viajeros».
Permaneció confinada en esa caja por cuatro años, siendo exhibida en público a diario, y después fue enviada a un monasterio carmelita en Berwick.  Esto no tuvo porque ser un movimiento humanitario; se ha sugerido que Bruce iba ganando fuerza, y las mujeres capturadas eran potenciales rehenes valiosos y no querían que muriesen o enfermasen. La última mención sobre ella es que volvió a ser trasladada en 1313, su eventual destino es incierto. La mayoría de las parientes de Roberto I habían regresado a Escocia en 1315, cuando fueron cambiadas por nobles ingleses capturados en la batalla de Bannockburn, pero la condesa no es mencionada en los registros, posiblemente porque ya habría muerto.
María Bruce fue tratada de forma similar en el castillo de Roxburgh.

## Isabella en la ficción
Es protagonista de la canción «Isabel» de Steeleye Span (recogido en su álbum Back in Line), donde se afirma sin fundamento un amorío con Roberto I (y también es cronológicamente confusa).